# Château de Villette (Condécourt)
Pour les articles homonymes, voir Château de Villette.
Le château de Villette est un édifice construit au XVIIe siècle, pour Jean II Dyel, comte d'Auffay. Il est situé dans la commune de Condécourt, dans le département français du Val-d'Oise en région Île-de-France.

## Historique
En 1500, Jacques Bourdin possédait l'ancien château de Villette, qui passa en 1538 à son fils Jean Bourdin, avocat au Parlement. Puis son gendre, Louis Le Vallois, en prend possession en 1563. Les Vallois (qui portèrent par la suite le titre de marquis de Villette) vendent en 1609 la seigneurie à Jean Dyel, conseiller du roi. 
Le fils de celui-ci, nommé Jean également, est comte d'Auffay, seigneur des Hameaux, premier président de la Cour des aides de Normandie, ambassadeur du royaume de France en république de Venise, nommé par le roi Louis XIV en 1642. Il fait construire entre 1663 et 1669 le château actuel, remplaçant et agrandissant ainsi l'ancien. 
Bien que cela ne soit aucunement avéré, les plans du château sont attribués à François Mansart, puis la construction, exécutée après son décès, par son neveu Jules Hardouin-Mansart. 
Le comte s'éteint en 1668, en son hôtel de la place Royale à Paris. Le comte n'ayant pu avoir de descendance avec son épouse, Suzanne Ardier (sœur de Paul II Ardier), le domaine revient à Marie Dyel, sa sœur.
Le domaine passe donc à la famille de Mathan, par le mariage de celle-ci avec Charles de Mathan, seigneur de Semilly, dont la famille est originaire de Normandie. Cette famille en conserve la propriété jusqu'en 1715, année où Bernardin de Mathan la vend à Pierre Michel Cousin de Conteville, procureur général du roi.
Celui-ci ajoute une chapelle et fait poser son chiffre sur la grille d'honneur. Sa nièce occupe alors le château avec son époux, Abraham Joseph Michelet de Vatimont, seigneur d'Ennery. Ce dernier fait exécuter de nombreux travaux entre 1746 et 1751, dans le but de mettre la demeure au goût du jour. Pierre Michel Cousin de Conteville s'éteint en 1750, laissant le domaine à son neveu, François-Jacques de Grouchy.
Grouchy eut quatre enfants : Sophie, excentrique femme de lettres qui se mariera au château avec le philosophe Nicolas de Condorcet ; Emmanuel, maréchal d'Empire ; Charlotte, mariée au médecin et philosophe Georges Cabanis ; et Henri-François. Le domaine connaît alors une période faste et c'est le lieu de réunion de plusieurs idéologues pré-révolutionnaires, dont, outre Condorcet et Cabanis, Fréteau (beau-frère de François-Jacques de Grouchy), Dupaty (beau-frère du précédent), Mazzei, etc.
Après la Révolution, le domaine est vendu par Emmanuel de Grouchy à Louis Le Bouteiller en 1818, peu de temps avant son départ en exil pour Philadelphie. Il passe ensuite à Joséphine Fouché d'Otrante qui le cède ensuite à sa fille Isabelle.
Le domaine est acheté par Renée Pernod en 1936, veuve de l'industriel Jules-Félix Pernod, inventeur de l'apéritif du même nom. Elle le revend à son gendre, Robert Gérard en 1941. Durant la Seconde Guerre mondiale, le dimanche 27 août 1944, vers 16 heures, le domaine subit un bombardement occasionnant la destruction de la chapelle et de l'orangerie, lesquelles sont immédiatement reconstruites. Le parc n'échappe pas, lui non plus, aux dégâts laissés par les bombes ; il est entièrement restauré par le paysagiste Ferdinand Duprat en 1948.
Au cours des années 1960, le domaine est restauré par son propriétaire puis vendu par les héritiers de celui-ci à la sino-américaine Olivia Hsu Decker en 1998.
Le domaine est à nouveau vendu en 2011, à Sergeï et Irina Bogdanov, actuels propriétaires, qui y ont engagé une vaste campagne de restaurations visant à redonner au lieu son aspect et son charme initial. D'une durée de six ans, ces travaux sont menés à partir de 2013, par l'architecte d'intérieur et décorateur Jacques Garcia. Le château est désormais en très grande partie rénové mais il n'est malheureusement pas ouvert au public et la seule façon de le découvrir de l'intérieur est d'y réserver un espace pour un évènement à caractère privé (mariage, shooting photos...).

## Architecture
Le château prend place au sein d'un vaste domaine de 75 hectares. Il est construit sur un soubassement sur lequel vient se poser un corps de bâtiment sur deux niveaux. 
Côté cour d'honneur, la façade possède un corps central légèrement saillant et surmonté d'un fronton triangulaire garni d'un bas-relief. Côté jardin, ce corps central devient une rotonde à trois pans abritant, au rez-de-chaussée, un salon octogonal. 
Ce corps central est flanqué de deux petits pavillons identiques et chacun des trois éléments est couvert d'un toit indépendant d'ardoises. Il s'agit de toits à deux croupes à la Mansart, mais de faible hauteur et sans combles aménagés. La façade est structurée horizontalement par un bandeau, et verticalement par des chaînages aux angles du corps central et des pavillons. Les murs sont couverts d'un enduit ocre.  
La cour d'honneur est flanquée de deux bâtiments dissemblables mais globalement de mêmes proportions, prenant du recul par rapport au château et reliés à ce dernier par des passages couverts en hémicycle et est fermée par deux pavillons d'entrée identiques et une grille en fer forgé. 

## Protection
Le château est classé monument historique par arrêté du 28 mai 1942 dans sa totalité et inscrit par arrêté du 15 juin 1939 pour les bâtiments annexes, la chapelle et la grille d'entrée.

## Au cinéma
Le domaine apparait dans de nombreux films et séries :

### Films
- 1961 : Tintin et le Mystère de La Toison d'or
- 1967 : Voyage à deux
- 2000 : Le Libertin
- 2005 : Les Chevaliers du ciel
- 2006 : Da Vinci Code
- 2009 : Pièce montée
- 2019 : Les Traducteurs
- 2024 : Elyas

### Séries
- 1998 : Le Comte de Monte-Cristo
- 2017 : La Mante
- 2018 : Dynastie (saison 2, épisode 14)[10].

## Pour approfondir